# Ruupert Kainulainen
Ruupert (Ruupertti) "Ruupe" Kainulainen, född 7 februari 1886 i Suotniemi, Kexholm, död 15 juli 1962 i Helsingfors, var en finländsk författare av sånger och teaterpjäser. Han var bror till sångaren Iivari Kainulainen, för vilken han även författade sånger.
Som ung arbetade Kainulainen inom affärsverksamhet och engagerades senare vid teatrarna i Kexholm och Villmanstrand. Under större delen av sitt liv ägnade Kainulainen sig åt sitt författarskap. Han skrev såväl romaner och dikter, som sånger och tidningsartiklar. Han var även under några år författare vid finska skådespelarförbundet. Efter pensioneringen flyttade han till Vanha Käpyläs ålderdomshem i Helsingfors.
Sin första stora framgång som pjäsförfattare hade Kainulainen 1910, då han kom trea i en pjässkrivartävling i Kexholm. Hans bidrag var pjäsen Ovelat varkaat, för vilken han tilldelades 100 mark i prispengar. Hans tre mest kända pjäser är förmodligen Punainen pakolainen, Laatokan kalastajat och Karjalan kannaksella. Musiken till de två sistnämnda komponerades av Emil Kauppi. 1928 ägde premiären av Kainulainens pjäs Maria Okaapummin sisainen rengas rum. Pjäsen handlar om predikanten Maria Åkerblom, som också medverkade i urföreställningen.

## Verk

### Pjäser
- Ovelat varkaat (1910)
- Laatkokan kalastajat (musik av Emil Kauppi)
- Punainen pakolainen
- Karjalan kannaksella (musik av Emil Kauppi)
- Renk' Kallen urotyö
- Merimiehen morsian (1915) (musik av Ernst Linko)
- Umppilan urheilijat
- Ylioppilaan kosinta

### Dikter (urval)
- Venus (1916)
- Juudas pettäjä
- Jäällä
- Sä olet mun
- Ensi lumi
- Auringon laskiessa
- Suven lintu sä olit
- Mäenlaskussa
- Joulu